# 長谷川恵子 (スピードスケート選手)
長谷川 恵子（はせがわ　けいこ、1955年9月12日 - ）は、日本の元スピードスケート選手である。北海道出身。
駒大苫小牧高校では第23回インターハイ500mで優勝。
同年の世界選手権の500mで銀メダルを獲得｡
高校卒業後三協精機に入社、1976年インスブルックオリンピックでは500m17位、1000m24位だった。